# Syzygium selukaifolium
Syzygium selukaifolium är en myrtenväxtart som beskrevs av Peter Shaw Ashton. Syzygium selukaifolium ingår i släktet Syzygium och familjen myrtenväxter. Inga underarter finns listade i Catalogue of Life.